# サルデーニャ王国

サルデーニャ王国
Rennu de Sardigna (サルデーニャ語)
Regno di Sardegna (イタリア語)
Royaume de Sardaigne (フランス語)

国の標語: Foedere et Religione Tenemur（ラテン語）
我等、法と神によって守られん国歌: S'hymnu sardu nationale（サルデーニャ語）
サルデーニャの国歌
サルデーニャ王国の位置（1850年）

サルデーニャ王国（サルデーニャおうこく、サルデーニャ語: Rennu de Sardigna、イタリア語: Regno di Sardegna）は、13世紀から19世紀にかけて存在したヨーロッパの国家である。領土は現在のイタリアとフランスにまたがり、サルデーニャ島、ピエモンテ、サヴォワとニース伯領（アルプ＝マリティーム県）を統治した。その存続期間の大半において、王国の本拠はサルデーニャ島ではなく大陸のピエモンテにあり、首都はトリノであった。
サヴォイア家が支配するこの王国は、19世紀のイタリア統一運動（リソルジメント）において中核となり、近代イタリア王国の前身となった。
本項ではサヴォイア家以前の「サルデーニャ王」についても略述する。

## 概要
「サルデーニャ王」の称号は中世に登場し、その領土は名目上「サルデーニャ王国」となった。13世紀末以降、サルデーニャはイベリア半島のアラゴン王国（のちにスペイン王国）によって事実上の植民地として支配された。
サヴォイア（現在はフランス領のサヴォワ）から興ったサヴォイア家（サヴォイア公国）は、1720年にシチリアと交換する形でサルデーニャの領土を獲得し、サルデーニャ王国を称した。サヴォイア家は従来通り大陸を本拠とし、ピエモンテのトリノを首都としたことから、「ピエモンテ王国」とも呼ばれる。ナポレオン戦争期には大陸領土を失陥し、サルデーニャ島のみを支配する国家となって、カリャリに本拠を移した。
1815年、ウィーン会議によりジェノヴァ共和国をふくむ旧領を回復。1860年に一応のイタリア統一を果たし、1861年にイタリア王国の建国が宣言された。

## 歴史

### 前史: 18世紀以前のサルデーニャ

#### 「サルデーニャ王」の称号
東ローマ帝国の支配が名目化した後、サルデーニャにはカリャリ、トッレス、ガッルーラ、アルボーレアの4つの「裁判区」（giudici）と呼ばれる自治区が形成されるが、これらを治めた「裁判官」（giudice）の中には、神聖ローマ皇帝から「サルデーニャ王」として承認される者もいた。しかし、中世に在地勢力からサルデーニャ全島の実効支配を達成した人物はなかった。11世紀以降、サルデーニャにピサとジェノヴァの勢力が侵入し、両市による植民化が進む。
1297年、ローマ教皇ボニファティウス8世は、アラゴン国王 ハイメ2世に対して、シチリア王国に関する権利を放棄してアンジュー家に返還するよう迫ったが、その見返りとしてサルデーニャ「王国」をコルシカとともに授封した（サルデーニャ国王 ジャコモ1世）。この返還はその後、事実上無効化されたが、両島の授封については1302年のカルタベロッタの和約で追認された。
ハイメ2世は1323年からサルデーニャへの侵攻を開始したが、先住民やジェノヴァ人、ピサ人たちの抵抗に遭い、征服は進まなかった。しかし、その後1世紀近くにわたる抗争のうちに、ジェノヴァやピサの勢力は衰退し、アラゴン＝カタルーニャ連合王国による支配が確立していった（コルシカはジェノヴァの勢力下にとどまった）。以後、サルデーニャは名目上アラゴン連合王国の一王国として、実態はカタルーニャ人の植民地として支配され、スペイン王国の成立後もこの状況が続いた。

#### スペイン継承戦争とサルデーニャ島
1700年にスペイン・ハプスブルク家が断絶すると、スペインにブルボン家の王を送り込んだフランスと、ハプスブルク家の同族であるオーストリアとが争い、ヨーロッパ諸国を巻き込んでスペイン継承戦争（1701年 - 1714年）が勃発した。サヴォイア公ヴィットーリオ・アメデーオ2世は、当初フランス側で参戦したが、途中でオーストリア側に転じている。
1713年に結ばれたユトレヒト条約で、サルデーニャ島はスペインからオーストリアに、シチリア島はスペインからサヴォイアに割譲された。ヴィットーリオ・アメデーオ2世はシチリア王（1714年 - 1720年）となった。
しかし、スペインは旧領回復を目指してサルデーニャ島とシチリア島を占領し、四カ国同盟戦争（1718年 - 1720年）が勃発した。イギリス・フランス・オランダ・オーストリアの四国同盟に対して敗勢に回ったスペインは、1720年にハーグ条約を結んで和平に至った。この戦争ではシチリア島とその周辺の海上で同盟軍とスペインとの戦闘が展開された。サヴォイアは遅れて同盟に加わったため、大きな役割は果たさなかった。

### サヴォイア家のサルデーニャ王国

1796年のイタリア（サルデーニャ王国は青）

#### サルデーニャ王国の成立
1720年、ヴィットーリオ・アメデーオ2世は、シチリア島をオーストリアのカール6世に割譲し、その代償としてオーストリアからサルデーニャ島を割譲された。ヴィットーリオ・アメデーオ2世はサルデーニャ王の称号を得、「サルデーニャ王国」を成立させた。
ポーランド継承戦争（1733年 - 1738年）では、フランス・スペインに与して参戦し、ロンバルディアを支配するオーストリアと戦った。

#### フランス革命・ナポレオン戦争
フランス革命戦争に際しては、フランス革命政府から反オーストリア同盟を締結する提案を受けたが、代償としてサヴォワ・ニースの割譲を要求されたため、1792年9月より同盟を拒否してオーストリア側で参戦した。しかし、まもなくフランス軍に敗北。1796年4月28日にケラスコの休戦を結び、サヴォイア（サヴォワ）、ニッツァ（ニース）、クーネオ、テンダ（現在仏領）などをフランスに割譲した。1798年には、カルロ・エマヌエーレ4世がトリノから追放され、ピエモンテにはピエモンテ共和国が成立し、後にフランスに併合される。カルロ・エマヌエーレ4世はサルデーニャ島に拠点を移した。
1802年、ヴィットーリオ・エマヌエーレ1世が即位、近代化政策を進めた。
1815年、ウィーン会議の決定に従って、フランス革命戦争及びナポレオン戦争で失った領土の回復を果たした。また、この際にジェノヴァを併合した。
1821年3月、自由主義将校団を中心とした立憲革命が勃発した。王家の一門貴族であるカリニャーノ公カルロ・アルベルト（のちに国王となる）の理解を得て立憲制への移行が実現しようとしたが、革命の方針をめぐる内部分裂もあり、オーストリアの軍事干渉を受けて失敗した。

#### イタリア統一への道

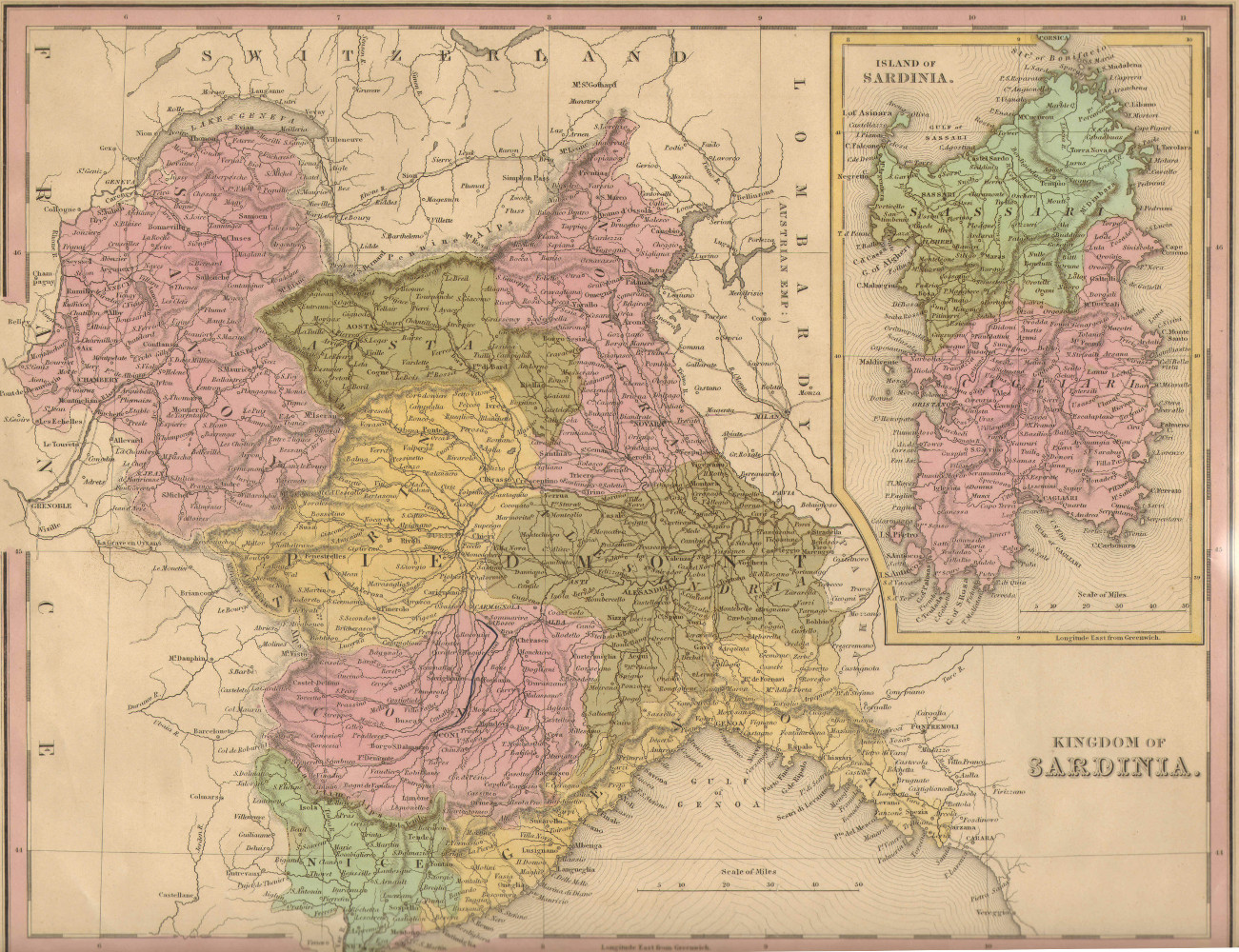
1839年のサルデーニャ王国

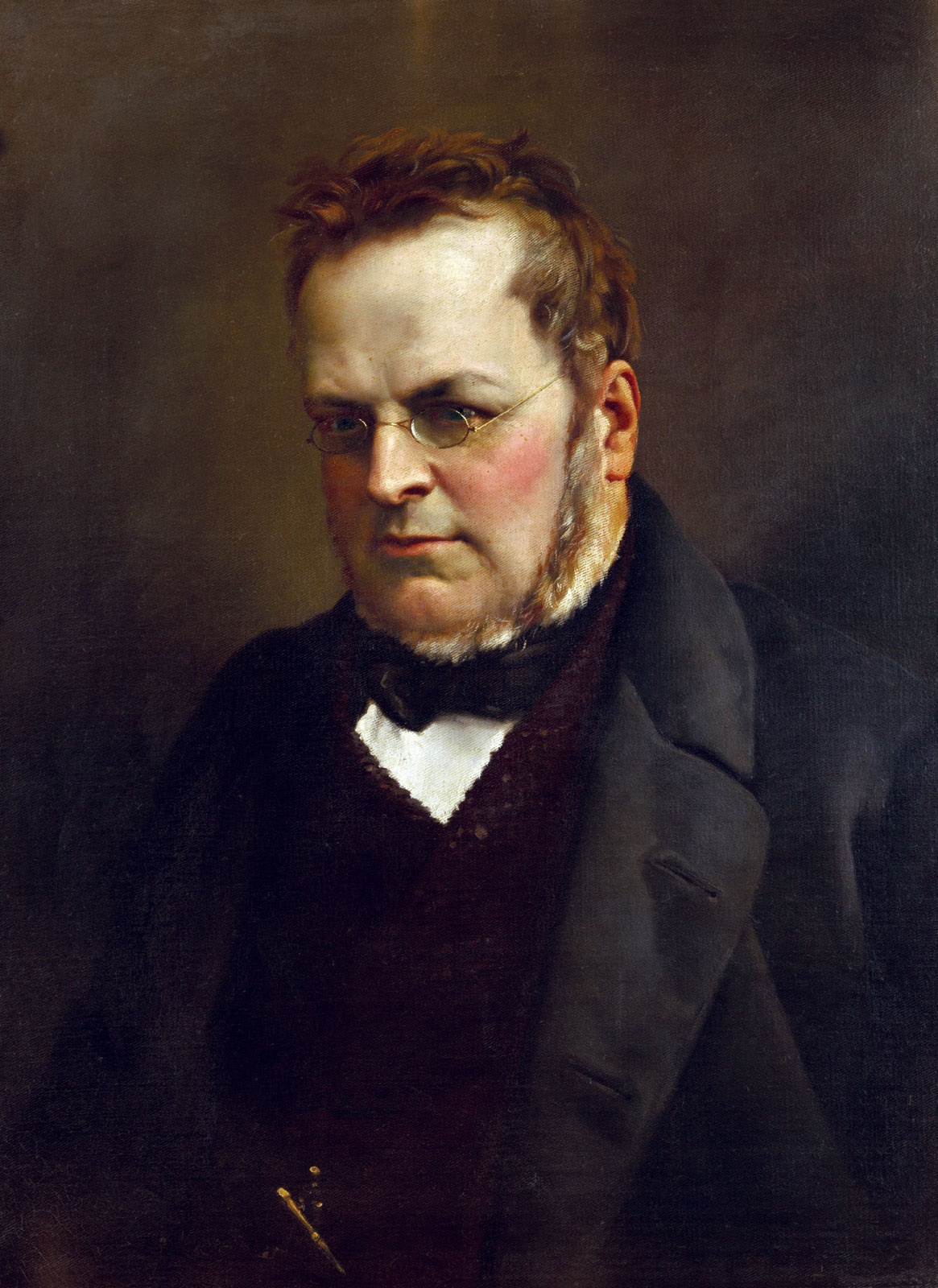
カヴール首相。サルデーニャの近代化に尽力。

1831年、カルロ・フェリーチェが子のないまま死去し、サヴォイア本家（サヴォイア＝ブレッセ家）は男子継承者を失った。このため傍系のカリニャーノ公カルロ・アルベルトが王位を継承した。カルロ・アルベルトは近代化政策を進めたが、一方で絶対主義的君主として振る舞い、1833年には青年イタリアに弾圧を加えている。
1848年、フランスの二月革命を契機としてヨーロッパ各地で自由主義・ナショナリズムが高揚した（諸国民の春）。北イタリアでも反オーストリアの反乱が勃発する（ミラノの5日間など）。カルロ・アルベルトはこれに乗じてオーストリアに宣戦し、ロンバルディア地方の併合を図った（第一次イタリア統一戦争）。しかし、共和派との反目などがあり、ヨーゼフ・ラデツキー率いるオーストリア軍に敗北した。権威を失墜させ、1849年に、カルロ・アルベルトは退位と亡命を余儀なくされた。
父カルロ・アルベルトの退位によって即位したヴィットーリオ・エマヌエーレ2世は、1852年、首相としてカヴール伯爵カミッロ・ベンソを登用した。
イタリアの多くの国家が1848年の熱狂を経て反動化したのに対し、サルデーニャでは自由主義的な憲法が維持され、教育の充実・工業化の推進・交通網の整備など、一連の近代化政策が推進された。このことはイタリア各地の人々に、立憲君主制国家であるサルデーニャを中心としたイタリア統一への支持を強めさせることになった。
しかし、サルデーニャを強国にするためには、当時の大国と同盟関係を結ぶことが必要であった。その上で、経済的にも豊かなロンバルド＝ヴェネト（オーストリア帝国領）を併合することが望まれた。そのため、東方で起こっていたクリミア戦争ではオスマン帝国側で参戦し、フランス・イギリスの歓心を得て、イタリア統一に向けて有利な国際関係を構築していった。
1858年、サルデーニャはプロンビエールの密約をフランスと結び、対オーストリア戦争に向けての外交的準備は整った。1859年4月29日よりサルデーニャとオーストリアの戦争が開始され（第二次イタリア独立戦争）、フランス軍の援助を受けてソルフェリーノの戦いで勝利を収めてロンバルディアとヴェネトの一部を手に入れた。中部イタリアでは、パルマ公国・モデナ公国・トスカーナ大公国でサルデーニャ王国への合流が選択された（中央統合諸州）。
1860年には、ガリバルディの義勇軍（千人隊、あるいは赤シャツ隊）が南イタリアの両シチリア王国を征服した。しかし、中央統合諸州の編入に際して、フランスがプロンビエールの密約の履行を要求したため、サヴォワとニース伯領（アルプ＝マリティーム県）の割譲を余儀なくされる。1860年10月26日、ガリバルディとヴィットーリオ・エマヌエーレ2世の会見（テアーノの握手）で、ガリバルディは彼に従う兵士に「ここにイタリア国王がおられるのだ!」と告げ、占領地をサルデーニャ王国に献上した。
1861年、トリノに召集された第1回イタリア国民議会は、2月18日にヴィットーリオ・エマヌエーレ2世のイタリア王即位を承認。3月17日、ヴィットーリオ・エマヌエーレ2世のイタリア王即位が正式に宣言された。ここに、サルデーニャ王国はイタリア王国となる。

## 歴代国王
1. ヴィットーリオ・アメデーオ2世（1720年 - 1730年）
2. カルロ・エマヌエーレ3世（1730年 - 1773年）
3. ヴィットーリオ・アメデーオ3世（1773年 - 1796年）
4. カルロ・エマヌエーレ4世（1796年 - 1802年）
5. ヴィットーリオ・エマヌエーレ1世（1802年 - 1821年）
6. カルロ・フェリーチェ（1821年 - 1831年）
7. カルロ・アルベルト（1831年 - 1849年）
8. ヴィットーリオ・エマヌエーレ2世（1849年 - 1861年） → イタリア国王へ